# Гирдзияускас, Витаутас Изидорович
Витаутас Изидорович Гирдзияускас (лит. Vytautas Girdzijauskas; 1904, деревня Шаукляй Расейняйского уезда — 1972, Вильнюс) — советский микробиолог, эпидемиолог, иммунолог, организатор здравоохранения, доктор медицинских наук (1939), профессор (1940), член-корреспондент АН Литовской ССР (1946). Член КПСС.

## Биография
Витаутас Изидорович окончил медицинский факультет каунасского Университета Витовта Великого в 1930 году. Там же работал лаборантом, затем ассистентом кафедры микробиологии. С 1941 года заведовал кафедрой микробиологии. В 1940—1945 годах был народным комиссаром здравоохранения Литовской ССР. В 1941—1943 гг. заведовал кафедрой эпидемиологии Пермского медицинского института, в 1943—1944 гг. был профессором кафедры эпидемиологии ЦИУ (Москва), в 1944—1963 гг. заведовал кафедрой микробиологии и биохимии медицинского факультета Вильнюсского университета, одновременно (до 1962 г.) заведовал кафедрой микробиологии Каунасского медицинского института (до 1950 г. медицинского факультет университета). В 1945 г. организовал и до 1957 г. был директором Института экспериментальной медицины и онкологии АН Литовской ССР. В 1963—1972 гг. был академиком — секретарём отделения химико-технологических и биологических наук АН Литовской ССР, одновременно был профессором кафедры фармакологии и микробиологии Вильнюсского университета.
В. И. Гирдзияускас написал более 50 научных работ. Большинство из них были посвящены проблемам инфекционных болезней, гормональному влиянию на иммунитет и некоторым вопросам истории медицины. Гирдзияускас перевел на литовский язык монографии Л. В. Громашевского «Общая эпидемиология» и 1-го тома трудов И. П. Павлова. Под руководством Гирдзияускаса было защищено более 30 диссертаций. Он принимал участие в издании «Малой литовской советской энциклопедии» (1966—1971), был членом Ученого совета М3 Литовской ССР, председателем республиканского общества «Красный Крест» (1944—1947), одним из основателей общества «Жиния» («Знание»), где возглавлял Медицинский методический совет.

## Сочинения
- Роль Вильнюсского медицинского общества в развитии медицинской науки в Литве, в кн.: Из истории мед., под ред. П. И. Страдыня и др., т. 2, с. 231, Рига, 1959 (совм, с Бизюлявичюсом С. К.)
- Влияние кортизона на иммунологическую реактивность организма при изменении функции щитовидной железы, Труды АН Литовок. ССР, сер. С, т. 3, с. 123, Вильнюс, 1970 (совм, с Тилиндисом Б. С.)
- Действие алкилирующих соединений на бактериофаги in vitro, там же, т. 1, с. 15 (совм, с др.).